# Китайская восковая пчела
Китайская восковая пчела, или восковая пчела (лат. Apis cerana) — вид общественных пчёл.
Представитель фауны Маньчжурии, в России встречается только на территории Приморского края. Ареал насекомого обширен и включает: Японию, Корею, Центральный, южный и северо-восточный Китай и северный Вьетнам.
В Приморском крае обитает в пойменных хвойно-широколиственных и широколиственных лесах.
Предпочитают селиться в дуплах старых живых деревьев, расщелинах скал, а при отсутствии подходящих мест и в пустых ульях на пасеках. За лето семьи могут делиться до 3 раз. Восковые ячейки у неё в 2 раза тоньше, чем у обычной пчелы.
Является в России редким видом, занесённым в красную книгу.
Подвид — Apis cerana japonica.